# كسوف الشمس في 9 يوليو 1926
في 9 يوليو 1926 حدث كسوف الشمسي حلقي.
الكسوف يحدث عندما يمر القمر بين الأرض والشمس، مما يؤدي إلى تعتيم (غياب) الشمس كلياً أو جزئيا بالنسبة للمشاهد على الأرض.
أما الكسوف الشمسي الحلقي فيحدث عندما يكون القطر الظاهري للقمر أصغر منه للشمس، مما يحجب معظم ضوء الشمس والتي تبدو مثل الحلقة (خاتم) حول القمر.
ظهر هذا الكسوف ككسوف جزئي في مناطق كبيرة من الأرض تقدر بآلاف الكيلومترات.
وكان مرئياً من جزر «بولوانا» و «مِرير» في ولاية جنوب المحيط الهادئ في اليابان (الآن في بالاو) جزيرة «ويك» في العاشر من تموز/يوليو، وجزيرة «ميدواي» يوم 9 يوليو.

## الخسوف ذو الصلة

### الكسوف الشمسي 1924-1928
كل نوع من الكسوفات الشمسية يتكرر تقريبا كل 177 يوما و 4 ساعات (دورة) في العقد الواحد وبالتناوب على مدار القمر.